# كارلوس كالديرون دي لا باركا
كارلوس كالديرون دي لا باركا (بالإسبانية: Carlos Calderón de la Barca)‏ هو لاعب كرة قدم مكسيكي، ولد في 2 أكتوبر 1934 في مدينة مكسيكو في المكسيك، وتوفي في 2012 في مدينة بويبلا في المكسيك. شارك مع منتخب المكسيك لكرة القدم. أما مع النوادي، فقد لعب مع أتلانتي إف سي.

## وصلات خارجية
- كارلوس كالديرون دي لا باركا على موقع الاتحاد الدولي (مؤرشف)  (الإنجليزية)
- كارلوس كالديرون دي لا باركا على موقع قاعدة بيانات كرة القدم.إي يو (الإنجليزية)
- كارلوس كالديرون دي لا باركا على موقع ناشيونال فوتبول تيمز (الإنجليزية)
- كارلوس كالديرون دي لا باركا على موقع Soccerway.com (الإنجليزية)
- كارلوس كالديرون دي لا باركا على موقع عالم كرة القدم.نت (الإنجليزية)